# José João Abrantes
José João Abrantes (Portalegre, 18 de Junho de 1957) é um professor e magistrado português, actual presidente do Tribunal Constitucional.
Professor catedrático da Faculdade de Direito da Universidade Nova de Lisboa, foi eleito juiz do Tribunal Constitucional pela Assembleia da República a 10 de Julho de 2020. A 26 de Abril de 2023 foi eleito presidente do Tribunal Constitucional, sucedendo a João Caupers. Tomou posse como presidente do Tribunal Constitucional a 11 de maio de 2023. É também por inerência conselheiro de Estado, cargo de que tomou posse a 16 de junho de 2023.

## Carreira
José João Abrantes é licenciado e mestre pela Faculdade de Direito da Universidade de Lisboa, onde foi assistente entre 1981 e 1992.
É doutor pela Universidade de Bremen. Agregado pela Faculdade de Direito da Universidade Nova de Lisboa, onde é professor desde 2000, foi entre 1985 e 2009 consultor jurídico da Caixa Geral de Depósitos.

## Tribunal Constitucional
Após a renúncia do conselheiro Cláudio Ramos Monteiro, em 16 de Janeiro de 2020, o PS indicou Vitalino Canas, antigo deputado e porta-voz do Partido Socialista (PS), para prover a vaga no Juízo 2. Vitalino Canas foi rejeitado pelo Parlamento. O PS indicou depois José João Abrantes, que a 10 de Julho de 2020 foi eleito juiz conselheiro do Tribunal Constitucional pela Assembleia da República por maioria qualificada (superior a dois terços dos votos), conforme previsto pela Constituição, 194 votos a favor, 24 votos brancos e 10 nulos.
A 14 de Julho de 2020, no Palácio de Belém, foi-lhe conferida pelo Presidente da República Marcelo Rebelo de Sousa a posse como juiz conselheiro do Tribunal Constitucional para um mandato de nove anos.
A 26 de Abril de 2023 foi eleito presidente do Tribunal Constitucional. Tratou-se da mais difícil eleição de um presidente na história do Tribunal, com os juízes divididos num longo impasse entre José João Abrantes e Mariana Canotilho. Tomou posse como presidente do Tribunal Constitucional a 11 de maio de 2023.